# Latte (arme)
Pour les articles homonymes, voir Latte.
La latte est un sabre sans courbure. Les premiers exemplaires sont contemporains des premières épées, puis elle a connu une période d'oubli ou, du moins, d'utilisations très anecdotiques pour finalement revenir en force à la fin du XVIIe siècle et jusqu'à la fin du XIXe siècle. Il se présentera alors comme un long sabre de cavalerie non courbé pour équiper les régiments de cavalerie lourde (les cuirassiers, entre autres) ou la cavalerie durant l'époque napoléonienne en France (comme les grenadiers à cheval, les dragons de la ligne, etc.).

## Histoire
Elle ne fut utilisée que peu de temps, guère plus tard qu'à l'apparition de l'épée mérovingienne et les Orientaux (Indo-Persans puis Arabes) utilisèrent des armes courbes plus pratique pour leur cavalerie légère dont le but était de faucher l'infanterie et non d'enfoncer les lignes comme le fait la cavalerie lourde équipée d'épée. Supplanté par l'épée pour la cavalerie lourde et par le sabre courbe pour la cavalerie légère, c'est dans les environs du VIIIe siècle que ce sabre d'un genre particulier tomba en désuétude, mais il fut utilisé de la même façon que n'importe quelle autre arme pendant encore plusieurs siècles. La latte était plutôt proche-orientale qu'occidentale, les combattants de cette dernière région préférant les armes à double tranchant. Ce constat est cependant à relativiser, puisqu'on a retrouvé des épées « vikings » droites à un seul tranchant (probablement un développement du langsax), que le Moyen Âge voyait régulièrement l'utilisation du fauchon, qu'à partir du XVIe siècle la possession d'un Großes Messer était courante pour les bourgeois dans les pays germaniques (ainsi que pour le fauchon, la courbure et la forme des lames de ces armes variait grandement, mais on trouve de nombreux exemples à lame droite), et que la « backsword » écossaise, qui est similaire à la « broadsword » à garde en panier mais à un seul tranchant, était utilisée depuis le XVIIe siècle On peut aussi trouver de nombreuses wallonnes et autres fortes-épées de cavalerie à lame droite à un seul tranchant et à garde à une ou plusieurs branches en bronze fondu ou en fer tout au long des XVIIe et XVIIIe siècles. La latte en tant que telle, avec sa lame à un seul tranchant, quasiment symétrique, plus large au talon qu'à la pointe, comportant une ou plusieurs gouttières et aux tranchant et dos droits, est tout à fait typique au XVIIIe siècle et à l'Europe, par ailleurs.
C'est à partir de la Révolution et plus particulièrement sous le Premier Empire que la latte a pu exprimer tout le potentiel qu’elle représentait sur le champ de bataille. Les cuirassiers, les carabiniers, les dragons et les grenadiers à cheval en étaient équipés et entre leurs mains, la latte s'est révélée être une arme des plus efficaces.
Contrairement aux hussards, chasseurs à cheval qui sabraient l'ennemi, les corps précédemment cités chargeaient lame pointée. Après, dans la mêlée, avec la confusion du combat, ils étaient utilisés aussi bien d'estoc que de taille.
La forme parfaitement rectiligne de sa lame était étudiée pour frapper d'estoc (avec la pointe). En revanche, si la latte est à l'origine mal adaptée pour frapper de taille, les lattes de l'armée française et de l'armée prussienne possédaient une capacité de coupe non négligeable, chose qui est totalement absente des lattes anglaises par exemple.
La latte fut le sabre de la cavalerie lourde jusqu'à la Restauration, où elle a dérivé vers un autre sabre droit de cavalerie lourde, le modèle 1822 dit « bancal ». Dès le règne de Napoléon III, elle reprit du service au sein des régiments de cuirassiers et de dragons avec le modèle 1854, puis sous la IIIe République avec le modèle 1882.
Elle est également, sous une forme allégée, le modèle des armes de parade des officiers d'infanterie.
Le sabre modèle 1882 restera en service jusqu'à la motorisation de ces unités au milieu du XXe siècle.

## Sources
Christian Ariès, Armes blanches militaires françaises (1966-1990).